# Rauni Luoma

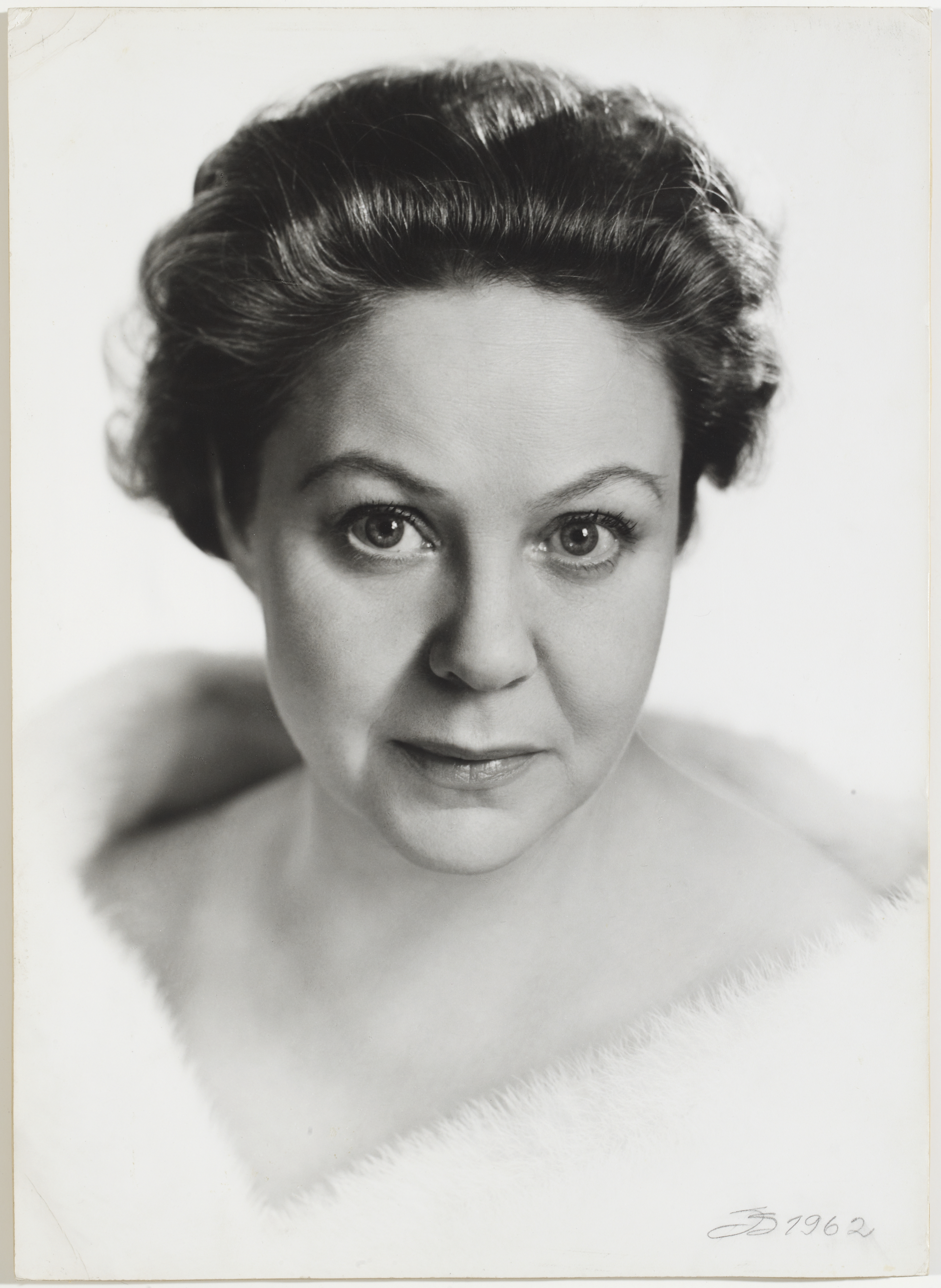
Rauni Luoma.

Rauni Maria Erika Luoma, född 15 oktober 1911 i Helsingfors, död där 12 januari 1996, var en finländsk skådespelare. Hon var från 1957 gift med arkitekten Aarne Ervi. 
Efter utbildning vid Helsingfors konservatorium och Suomen näyttämöopisto började Luoma sin teaterbana i Varkaus 1934–1935; sedan följde engagemang vid de finska scenerna i Lahtis, Åbo, Viborg, Kotka och 1941–1949 i vid Tammerfors arbetarteater. År 1949 kom hon till Kansanteatteri-Työväenteatteri i Helsingfors och var 1955–1978 anställd vid Finlands nationalteater. Hon var en frodig, varmblodig komedienn, som framställde många humorfyllda och dråpliga roller framför allt i inhemska lustspel, till exempel Heta från Niskavuori (även på film). Hon var samtidigt en intelligent och känslostark karaktärsskådespelare med särskild förkärlek för det slaviska; hennes glansroll var Irina Arkadina i Anton Tjechovs Måsen.